# George Albert Smith
George Albert Smith (Londra, 4 gennaio 1864 – Brighton, 17 maggio 1959) è stato un regista, fotografo, inventore e astronomo britannico.
George Albert Smith fu un inventore, ipnotista, medium, astronomo e un "lettore" di lanterna magica (uno strumento che avrebbe anticipato la cinepresa e il cinema), inglese; nonché uno dei pionieri del Cinema britannico, tra i più importanti esponenti di quella che fu definita da Georges Sadoul la Scuola di Brighton.

## Storia
George Albert Smith nacque a Londra, nel 1864. Dopo la morte del padre si trasferì al seguito di sua madre a Brighton nel 1880. Qui si fece notare per alcuni spettacoli di ipnotismo, successivamente si dedicò a spettacoli di telepatia che inscenava all'interno dell'acquario di Brighton, ciò gli permise di essere accettato dalla Society for Psychical Research, una società che si occupava di fenomeni paranormali.
Nel 1892 ottiene la gestione del parco floreale di Hove: i St. Ann's Well Gardens. Qui contribuì al rinnovamento delle attrazioni spettacolari del parco in particolar modo attraverso alcune proiezione di fotografiche realizzate con delle lanterne magiche.
George Albert Smith conosceva i filmati per kinetoscopi realizzati da Edison e Dickson. Nel 1894, infatti, era stato aperto a Londra il primo locale per kinotoscopi. Edison non aveva brevettato la sua invenzione al di fuori degli Stati Uniti e pertanto l'inventore e regista Robert William Paul poté iniziare a progettare e mettere in commercio delle imitazioni.
Intanto a Brighton, George Albert Smith, aveva fatto la conoscenza del droghiere James I. Williamson, che gestiva anche un'attività di commercio di materiale fotografico. Incoraggiati dallo stesso Paul, si associano per costruire una nuova cinepresa con la quale girare i propri film. Nel 1896, Smith, brevettò il suo sistema di ripresa e proiezione cinematografica.
Il 28 marzo 1897, George Albert Smith, presentò al pubblico, insieme ai suoi spettacoli per lanterne magiche, i suoi primi film che risentono evidentemente dell'influsso di quelli prodotti in Francia da Georges Méliés. Smith e Williamson coinvolsero anche le loro famiglie nella realizzazione dei cortometraggi. Vi troviamo così come interpreti sia la moglie di Smith, Laura Bayley, sia i loro figlioletti, Harold e Dorothy Smith, i quali diventano in questo modo, assieme ai fratelli Williamson, i primi attori bambini della storia del cinema.
Grazie al successo dei suoi film, Smith poté costruire, già nel 1899, un teatro di posa all'interno del parco floreale di Hove che continuava a dirigere nonostante la sua nuova attività di cineasta.
George Albert Smith fu un regista particolarmente innovativo le cui soluzioni linguistiche verranno presto imitate dai suoi contemporanei fornendo un notevolissimo contributo allo sviluppo del linguaggio cinematografico.
In The Kiss in the Tunnel (1899), ad esempio, è il primo a servirsi del montaggio per scomporre la scena in tre diverse inquadrature, mentre i film dei suoi contemporanei si compongono ancora di una sola scena/inquadratura e Méliès non utilizza il montaggio se non per ottenere particolari effetti speciali. Con Smith nasce il montaggio narrativo.
Ma il contributo maggiore dato da Smith allo sviluppo del linguaggio filmico sta soprattutto nell'uso dei primi piani che lo porteranno ben presto ad elaborare l'uso della soggettiva, che utilizza in film come Grandma's Reading Glass o As Seen Through a Telescope, e le principali tecniche di raccordo.
Nel 1903 George Albert Smith realizza la sua opera più celebre, Mary Jane's Mishap, vennero film che sviluppa attraverso una sapiente alternanza di piani larghi e più ravvicinati: è la tecnica del montaggio analitico, ancora sconosciuta alla maggior parte dei cineasti coevi.
Smith proseguì nello sviluppo del primo processo filmico a colori, il Kinemacolor, che però fu con forza messo al bando dal business a causa di un brevetto, che ebbe miglior successo, depositato dal pioniere William Friese-Greene.

## Filmografia parziale
- The Miller and the Sweep (1897)
- Brighton Seagoing Electric Car (1897)
- The X-Ray Fiend (1897)
- Faust and Mephistopheles (1898)
- Photographing a Ghost (1898) con una sovrimpressione
- The Corsican Brothers (1898)
- Santa Claus (1898)
- Aladdin and the Wonderful Lamp (1899)
- The Kiss in the Tunnel (1899), uno dei primi esempi di costruzione lineare di un episodio con un semplice montaggio
- Let Me Dream Again (1900)
- Grandma's Reading Glass (1900), primo film dove compare un'inquadratura soggettiva
- As Seen Through a Telescope (1900), inquadratura soggettiva
- The House That Jack Built (1900)
- The Little Doctor (1901, perduto), primo raccordo sull'asse, rifatto nel 1903 come Sick Kitten
- Mary Jane's Mishap (1903)
- After Dark or the Policeman and His Lantern (1903)